# Bad Dudes vs. Dragonninja
Bad Dudes vs. DragonNinja (também chamado de Bad Dudes vs. Dragon Ninja e conhecido no Japão simplesmente como DragonNinja) é um jogo arcade de 1988 desenvolvido e publicado pela  Data East. Ele também foi portado para muitos sistemas domésticos de console de jogos e computadores. Depois que Data East foi extinta por motivos de falência no ano de 2003, a G-Mode comprou os direitos intelectuais ao jogo arcade, assim como a maioria dos outros jogos da Data East, e os licenciou mundialmente.
O jogo é um beat 'em up de rolagem lateral onde os jogadores são colocados no papel do duo titular encarregado de resgatar o "Presidente Ronnie" dos sequestradores ninjas. Foi recebido com sucesso comercial, e geralmente positivo para recepção crítica mista. Desde então, tornou-se amplamente conhecido por sua premissa geral e cenas de corte.

## Enredo
O jogo começa em Washington, D.C., onde o presidente Ronnie (baseado no presidente dos EUA, Ronald Reagan) foi sequestrado pelo maligno DragonNinja. A introdução do jogo começa com a seguinte introdução: "Crimes desenfreados ninja nos dias de hoje ... Whitehouse não é a exceção". Assim que isso ocorre, um agente do Serviço Secreto pergunta a dois brigões de rua, os "Bad Dudes" chamados Blade e Striker: "O Presidente Ronnie foi sequestrado pelos ninjas. Você é um cara ruim o suficiente para resgatar Ronnie?" Depois de ouvir isso, os Bad Dudes perseguem o DragonNinja pelas ruas de Nova York, um grande caminhão, um grande bueiro, uma floresta, um trem de carga em uma antiga linha do Pacífico Sul, uma caverna e uma fábrica subterrânea para para salvar o Presidente Ronnie.
Os finais das versões do idioma japonês e inglês são diferentes. Na versão inglesa, após os Bad Dudes derrotarem o DragonNinja, eles comemoram comendo hambúrgueres com o Presidente Ronnie. No final, o Presidente Ronnie é visto segurando um hambúrguer enquanto está entre os Bad Dudes. Atrás deles estão muitos guardas de segurança com a Casa Branca atrás deles. Na versão japonesa, o Presidente Ronnie deu aos Bad Dudes uma estátua deles como recompensa. Os Bad Dudes são vistos encostados a uma cerca na calçada ao lado de sua estátua. Ao contrário do final da versão internacional, o final da versão japonesa mostra uma lista de quase todos os inimigos no jogo com seus nomes (exceto o ninja verde nulo que se multiplica), enquanto alguns rostos aparecem ao lado dos nomes dos inimigos e da equipe do jogo. A música de fundo tocada nos finais de ambas as versões também é completamente diferente.

## Legado
O jogo foi seguido por um "sucessor espiritual" de 1991, Two Crude Dudes (conhecido no Japão como Crude Buster).